# Taulant Seferi
Taulant Fatmir Seferi (in macedone Тауљант Сулејманов?, Tauljant Sulejmanov; Kumanovo, 15 novembre 1996) è un calciatore macedone naturalizzato albanese, centrocampista o attaccante del Bodrum e della nazionale albanese.

## Biografia
Nato e cresciuto a Kumanovo in Macedonia ma è di etnia albanese.

## Carriera

### Club
Nella stagione 2013-2014 ha esordito nella massima serie del campionato macedone con il Rabotnički. Il 14 febbraio 2015 fa il suo esordio nella Super League (Svizzera) con la maglia dello Young Boys.
Il 22 agosto 2022 viene acquistato a titolo definitivo dalla squadra ucraina del Vorskla per 500.000 euro, con cui firma un contratto triennale con scadenza il 30 giugno 2025.

### Nazionale
Ha esordito con la nazionale maggiore macedone il 26 maggio 2014 nella partita amichevole contro il Camerun, terminata con una sconfitta per 0 a 2.

## Statistiche

### Presenze e reti nei club
Statistiche aggiornate al 4 giugno 2023.
| Stagione             | Squadra              | Campionato           | Campionato | Campionato | Coppe nazionali | Coppe nazionali | Coppe nazionali | Coppe continentali | Coppe continentali | Coppe continentali | Altre coppe | Altre coppe | Altre coppe | Totale | Totale |
| Stagione             | Squadra              | Comp                 | Pres       | Reti       | Comp            | Pres            | Reti            | Comp               | Pres               | Reti               | Comp        | Pres        | Reti        | Pres   | Reti   |
| -------------------- | -------------------- | -------------------- | ---------- | ---------- | --------------- | --------------- | --------------- | ------------------ | ------------------ | ------------------ | ----------- | ----------- | ----------- | ------ | ------ |
| 2013-2014            | Rabotnički           | PL                   | 16         | 3          | CM              | 4               | 1               | -                  | -                  | -                  | -           | -           | -           | 20     | 4      |
| 2014-gen. 2015       | Rabotnički           | PL                   | 12         | 0          | CM              | 1               | 0               | UCL                | 2                  | 0                  | -           | -           | -           | 15     | 0      |
| Totale Rabotnički    | Totale Rabotnički    | Totale Rabotnički    | 28         | 3          |                 | 5               | 1               |                    | 2                  | 0                  |             | -           | -           | 35     | 4      |
| gen.-feb. 2015       | Young Boys II        | 1L                   | 2          | 0          | -               | -               | -               | -                  | -                  | -                  | -           | -           | -           | 2      | 0      |
| gen.-giu. 2015       | Young Boys           | SL                   | 1          | 0          | CS              | 0               | 0               | UEL                | 1                  | 0                  | -           | -           | -           | 2      | 0      |
| 2015-2016            | Young Boys           | SL                   | 0          | 0          | CS              | 0               | 0               | UCL+UEL            | -                  | -                  | -           | -           | -           | 0      | 0      |
| 2016-2017            | Young Boys II        | 1L                   | 12         | 6          | -               | -               | -               | -                  | -                  | -                  | -           | -           | -           | 12     | 6      |
| Totale Young Boys II | Totale Young Boys II | Totale Young Boys II | 14         | 6          |                 | -               | -               |                    | -                  | -                  |             | -           | -           | 14     | 6      |
| 2016-2017            | Young Boys           | SL                   | 7          | 0          | CS              | 0               | 0               | UCL+UEL            | -                  | -                  | -           | -           | -           | 7      | 0      |
| 2017-feb. 2018       | Young Boys           | SL                   | 0          | 0          | CS              | 0               | 0               | UCL                | -                  | -                  | -           | -           | -           | 0      | 0      |
| feb.-giu. 2018       | Wohlen               | CL                   | 15         | 3          | CS              | 0               | 0               | -                  | -                  | -                  | -           | -           | -           | 15     | 3      |
| 2018-2019            | Winterthur           | CL                   | 32         | 10         | CS              | 3               | 1               | -                  | -                  | -                  | -           | -           | -           | 35     | 11     |
| 2019-2020            | Neuchâtel Xamax      | SL                   | 29         | 1          | CS              | 2               | 0               | -                  | -                  | -                  | -           | -           | -           | 31     | 1      |
| 2020-gen. 2021       | Young Boys           | SL                   | 0          | 0          | CS              | 0               | 0               | UCL+UEL            | 0+0                | 0                  | -           | -           | -           | 0      | 0      |
| Totale Young Boys    | Totale Young Boys    | Totale Young Boys    | 8          | 0          |                 | 0               | 0               |                    | 1                  | 0                  |             | -           | -           | 9      | 0      |
| gen.-giu. 2021       | Tirana               | KS                   | 23         | 7          | CA              | 0               | 0               | UCL+UEL            | -                  | -                  | SA          | -           | -           | 23     | 7      |
| lug.-ago. 2021       | Teuta                | KS                   | 0          | 0          | CA              | 0               | 0               | UCL+UECL           | 2+4                | 0                  | SA          | 0           | 0           | 6      | 0      |
| 2021-2022            | Tirana               | KS                   | 35         | 19         | CA              | 2               | 0               | -                  | -                  | -                  | -           | -           | -           | 37     | 19     |
| lug.-ago. 2022       | Tirana               | KS                   | 1          | 0          | CA              | 0               | 0               | UCL+UECL           | 2+2                | 0                  | SA          | -           | -           | 5      | 0      |
| Totale Tirana        | Totale Tirana        | Totale Tirana        | 59         | 26         |                 | 2               | 0               |                    | 4                  | 0                  |             | -           | -           | 65     | 26     |
| 2022-2023            | Vorskla              | PL                   | 28         | 13         | CU              | 0               | 0               | -                  | -                  | -                  | -           | -           | -           | 28     | 13     |
| 2023-2024            | Baniyas              | PL                   | 25         | 11         | PC+CdL          | 1+2             | 0+1             | -                  | -                  | -                  | -           | -           | -           | 28     | 12     |
| Totale carriera      | Totale carriera      | Totale carriera      | 238        | 73         |                 | 15              | 3               |                    | 13                 | 0                  |             | -           | -           | 266    | 76     |

### Cronologia presenze e reti in nazionale
| Cronologia completa delle presenze e delle reti in nazionale ― Albania | Cronologia completa delle presenze e delle reti in nazionale ― Albania | Cronologia completa delle presenze e delle reti in nazionale ― Albania | Cronologia completa delle presenze e delle reti in nazionale ― Albania | Cronologia completa delle presenze e delle reti in nazionale ― Albania | Cronologia completa delle presenze e delle reti in nazionale ― Albania | Cronologia completa delle presenze e delle reti in nazionale ― Albania | Cronologia completa delle presenze e delle reti in nazionale ― Albania |
| Data                                                                   | Città                                                                  | In casa                                                                | Risultato                                                              | Ospiti                                                                 | Competizione                                                           | Reti                                                                   | Note                                                                   |
| ---------------------------------------------------------------------- | ---------------------------------------------------------------------- | ---------------------------------------------------------------------- | ---------------------------------------------------------------------- | ---------------------------------------------------------------------- | ---------------------------------------------------------------------- | ---------------------------------------------------------------------- | ---------------------------------------------------------------------- |
| 14-11-2019                                                             | Elbasan                                                                | Albania                                                                | 2 – 2                                                                  | Andorra                                                                | Qual. Euro 2020                                                        | -                                                                      | 73’                                                                    |
| 11-10-2020                                                             | Almaty                                                                 | Kazakistan                                                             | 0 – 0                                                                  | Albania                                                                | UEFA Nations League 2020-2021 - 1º turno                               | -                                                                      | 82’                                                                    |
| 14-10-2020                                                             | Vilnius                                                                | Lituania                                                               | 0 – 0                                                                  | Albania                                                                | UEFA Nations League 2020-2021 - 1º turno                               | -                                                                      | 78’                                                                    |
| 11-11-2020                                                             | Elbasan                                                                | Albania                                                                | 2 – 1                                                                  | Kosovo                                                                 | Amichevole                                                             | -                                                                      | 46’                                                                    |
| 15-11-2020                                                             | Tirana                                                                 | Albania                                                                | 3 – 1                                                                  | Kazakistan                                                             | UEFA Nations League 2020-2021 - 1º turno                               | -                                                                      | 86’                                                                    |
| 5-6-2021                                                               | Cardiff                                                                | Galles                                                                 | 0 – 0                                                                  | Albania                                                                | Amichevole                                                             | -                                                                      | 77’                                                                    |
| 8-6-2021                                                               | Praga                                                                  | Rep. Ceca                                                              | 3 – 1                                                                  | Albania                                                                | Amichevole                                                             | -                                                                      | 81’                                                                    |
| 15-11-2021                                                             | Tirana                                                                 | Albania                                                                | 1 – 0                                                                  | Andorra                                                                | Qual. Mondiali 2022                                                    | -                                                                      | 56’                                                                    |
| 6-6-2022                                                               | Reykjavík                                                              | Islanda                                                                | 1 – 1                                                                  | Albania                                                                | UEFA Nations League 2022-2023 - 1º turno                               | 1                                                                      | 73’                                                                    |
| 13-6-2022                                                              | Tirana                                                                 | Albania                                                                | 0 – 0                                                                  | Estonia                                                                | Amichevole                                                             | -                                                                      | 46’                                                                    |
| 27-3-2023                                                              | Varsavia                                                               | Polonia                                                                | 1 – 0                                                                  | Albania                                                                | Qual. Euro 2024                                                        | -                                                                      | 76’                                                                    |
| 17-6-2023                                                              | Tirana                                                                 | Albania                                                                | 2 – 0                                                                  | Moldavia                                                               | Qual. Euro 2024                                                        | -                                                                      | 87’                                                                    |
| 20-6-2023                                                              | Tirana                                                                 | Fær Øer                                                                | 1 – 3                                                                  | Albania                                                                | Qual. Euro 2024                                                        | -                                                                      | 89’                                                                    |
| 7-9-2023                                                               | Praga                                                                  | Rep. Ceca                                                              | 1 – 1                                                                  | Albania                                                                | Qual. Euro 2024                                                        | -                                                                      | 84’                                                                    |
| 10-9-2023                                                              | Tirana                                                                 | Albania                                                                | 2 – 0                                                                  | Polonia                                                                | Qual. Euro 2024                                                        | -                                                                      | 62’ 86’                                                                |
| 12-10-2023                                                             | Tirana                                                                 | Albania                                                                | 3 – 0                                                                  | Rep. Ceca                                                              | Qual. Euro 2024                                                        | 2                                                                      | 86’                                                                    |
| 17-11-2023                                                             | Chișinău                                                               | Moldavia                                                               | 1 – 1                                                                  | Albania                                                                | Qual. Euro 2024                                                        | -                                                                      |                                                                        |
| 22-3-2024                                                              | Parma                                                                  | Albania                                                                | 0 – 3                                                                  | Cile                                                                   | Amichevole                                                             | -                                                                      | 79’                                                                    |
| 7-6-2024                                                               | Szombathely                                                            | Albania                                                                | 3 – 1                                                                  | Azerbaigian                                                            | Amichevole                                                             | -                                                                      | 61’                                                                    |
| 15-6-2024                                                              | Dortmund                                                               | Italia                                                                 | 2 – 1                                                                  | Albania                                                                | Euro 2024 - 1º turno                                                   | -                                                                      | 68’                                                                    |
| 19-6-2024                                                              | Amburgo                                                                | Croazia                                                                | 2 – 2                                                                  | Albania                                                                | Euro 2024 - 1º turno                                                   | -                                                                      | 64’                                                                    |
| 10-9-2024                                                              | Tirana                                                                 | Albania                                                                | 0 – 1                                                                  | Georgia                                                                | UEFA Nations League 2024-2025 - 1º turno                               | -                                                                      | 71’                                                                    |
| 11-10-2024                                                             | Praga                                                                  | Rep. Ceca                                                              | 2 – 0                                                                  | Albania                                                                | UEFA Nations League 2024-2025 - 1º turno                               | -                                                                      | 79’                                                                    |
| 14-10-2024                                                             | Tbilisi                                                                | Georgia                                                                | 0 – 1                                                                  | Albania                                                                | UEFA Nations League 2024-2025 - 1º turno                               | -                                                                      | 77’                                                                    |
| 16-11-2024                                                             | Tirana                                                                 | Albania                                                                | 0 – 0                                                                  | Rep. Ceca                                                              | UEFA Nations League 2024-2025 - 1º turno                               | -                                                                      | 30’                                                                    |
| 19-11-2024                                                             | Tirana                                                                 | Albania                                                                | 1 – 2                                                                  | Ucraina                                                                | UEFA Nations League 2024-2025 - 1º turno                               | -                                                                      | 90’                                                                    |
| Totale                                                                 |                                                                        | Presenze (280º posto)                                                  | 26                                                                     |                                                                        | Reti                                                                   | 3                                                                      |                                                                        |

| Cronologia completa delle presenze e delle reti in nazionale ― Macedonia | Cronologia completa delle presenze e delle reti in nazionale ― Macedonia | Cronologia completa delle presenze e delle reti in nazionale ― Macedonia | Cronologia completa delle presenze e delle reti in nazionale ― Macedonia | Cronologia completa delle presenze e delle reti in nazionale ― Macedonia | Cronologia completa delle presenze e delle reti in nazionale ― Macedonia | Cronologia completa delle presenze e delle reti in nazionale ― Macedonia | Cronologia completa delle presenze e delle reti in nazionale ― Macedonia |
| Data                                                                     | Città                                                                    | In casa                                                                  | Risultato                                                                | Ospiti                                                                   | Competizione                                                             | Reti                                                                     | Note                                                                     |
| ------------------------------------------------------------------------ | ------------------------------------------------------------------------ | ------------------------------------------------------------------------ | ------------------------------------------------------------------------ | ------------------------------------------------------------------------ | ------------------------------------------------------------------------ | ------------------------------------------------------------------------ | ------------------------------------------------------------------------ |
| 26-5-2014                                                                | Kufstein                                                                 | Camerun                                                                  | 2 – 0                                                                    | Macedonia                                                                | Amichevole                                                               | -                                                                        | 57’                                                                      |
| 30-5-2014                                                                | Rieti                                                                    | Qatar                                                                    | 0 – 0                                                                    | Macedonia                                                                | Amichevole                                                               | -                                                                        | 46’ 78’                                                                  |
| Totale                                                                   |                                                                          | Presenze                                                                 | 2                                                                        |                                                                          | Reti                                                                     | 0                                                                        |                                                                          |

| Cronologia completa delle presenze e delle reti in nazionale ― Albania under 21 | Cronologia completa delle presenze e delle reti in nazionale ― Albania under 21 | Cronologia completa delle presenze e delle reti in nazionale ― Albania under 21 | Cronologia completa delle presenze e delle reti in nazionale ― Albania under 21 | Cronologia completa delle presenze e delle reti in nazionale ― Albania under 21 | Cronologia completa delle presenze e delle reti in nazionale ― Albania under 21 | Cronologia completa delle presenze e delle reti in nazionale ― Albania under 21 | Cronologia completa delle presenze e delle reti in nazionale ― Albania under 21 |
| Data                                                                            | Città                                                                           | In casa                                                                         | Risultato                                                                       | Ospiti                                                                          | Competizione                                                                    | Reti                                                                            | Note                                                                            |
| ------------------------------------------------------------------------------- | ------------------------------------------------------------------------------- | ------------------------------------------------------------------------------- | ------------------------------------------------------------------------------- | ------------------------------------------------------------------------------- | ------------------------------------------------------------------------------- | ------------------------------------------------------------------------------- | ------------------------------------------------------------------------------- |
| 25-3-2017                                                                       | Elbasan                                                                         | Albania under 21                                                                | 0 – 0                                                                           | Moldavia under 21                                                               | Amichevole                                                                      | -                                                                               | 57’                                                                             |
| 27-3-2017                                                                       | Tirana                                                                          | Albania under 21                                                                | 2 – 0                                                                           | Moldavia under 21                                                               | Amichevole                                                                      | -                                                                               | 58’                                                                             |
| 5-6-2017                                                                        | Tirana                                                                          | Albania under 21                                                                | 0 – 3                                                                           | Francia under 21                                                                | Amichevole                                                                      | -                                                                               | 35’                                                                             |
| 12-6-2017                                                                       | Elbasan                                                                         | Albania under 21                                                                | 0 – 0                                                                           | Estonia under 21                                                                | Qual. Europeo Under-21 2019                                                     | -                                                                               |                                                                                 |
| 23-3-2018                                                                       | Tirana                                                                          | Albania under 21                                                                | 2 – 3                                                                           | Slovacchia under 21                                                             | Qual. Europeo Under-21 2019                                                     | -                                                                               |                                                                                 |
| 27-3-2018                                                                       | Žilina                                                                          | Slovacchia under 21                                                             | 4 – 1                                                                           | Albania under 21                                                                | Qual. Europeo Under-21 2019                                                     | -                                                                               | 70’                                                                             |
| 5-6-2018                                                                        | Elbasan                                                                         | Albania under 21                                                                | 3 – 2                                                                           | Bielorussia under 21                                                            | Amichevole                                                                      | -                                                                               | cap. 75’                                                                        |
| 8-6-2018                                                                        | Elbasan                                                                         | Albania under 21                                                                | 1 – 1                                                                           | Bielorussia under 21                                                            | Amichevole                                                                      | -                                                                               | cap.                                                                            |
| 6-9-2018                                                                        | Cordova                                                                         | Spagna under 21                                                                 | 3 – 0                                                                           | Albania under 21                                                                | Qual. Europeo Under-21 2019                                                     | -                                                                               |                                                                                 |
| 11-9-2018                                                                       | Cagliari                                                                        | Italia under 21                                                                 | 3 – 1                                                                           | Albania under 21                                                                | Amichevole                                                                      | -                                                                               | 46’                                                                             |
| 11-10-2018                                                                      | Tirana                                                                          | Albania under 21                                                                | 0 – 1                                                                           | Spagna under 21                                                                 | Qual. Europeo Under-21 2019                                                     | -                                                                               | 83’                                                                             |
| 16-10-2018                                                                      | Pärnu                                                                           | Estonia under 21                                                                | 2 – 2                                                                           | Albania under 21                                                                | Qual. Europeo Under-21 2019                                                     | 2                                                                               |                                                                                 |
| Totale                                                                          |                                                                                 | Presenze                                                                        | 12                                                                              |                                                                                 | Reti                                                                            | 2                                                                               |                                                                                 |

## Palmarès

### Club

#### Competizioni nazionali
- Campionato macedone: 1

Rabotnički: 2013-2014
- Coppa di Macedonia: 1

Rabotnički: 2013-2014
- Campionato albanese: 1

Tirana: 2021-2022

### Individuale
- Capocannoniere del campionato albanese: 1

2021-2022 (19 reti)